# Stara Wieś (Borzęcin)
Stara Wieś – część wsi Borzęcin w Polsce, położona w województwie małopolskim, w powiecie brzeskim, w gminie Borzęcin. 
W latach 1975–1998 Stara Wieś administracyjnie należała do województwa tarnowskiego.